# Dickson-Land
Koordinaten: 78° 50′ N, 15° 55′ O

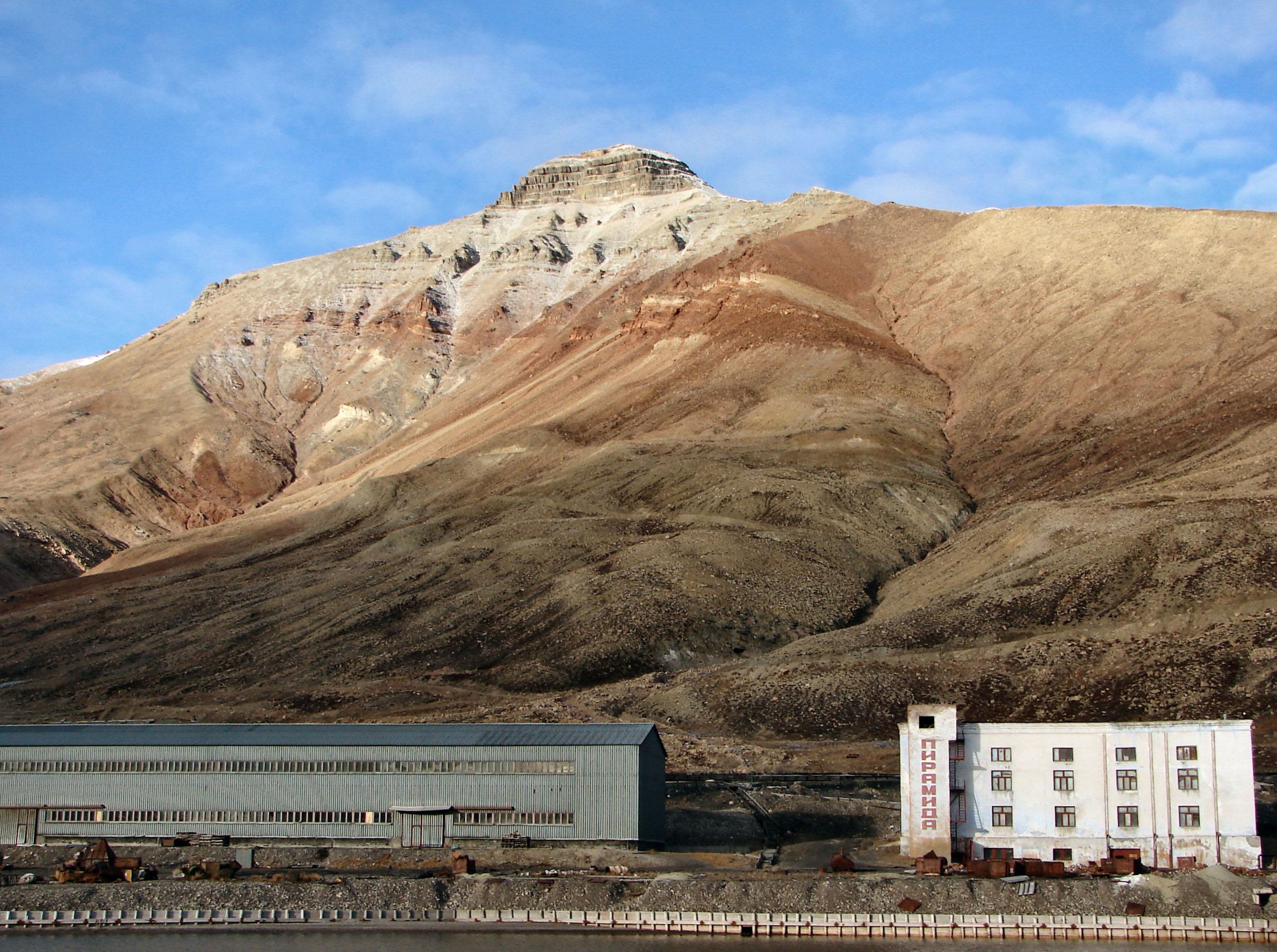
Dickson-Land mit Pyramiden im Vordergrund

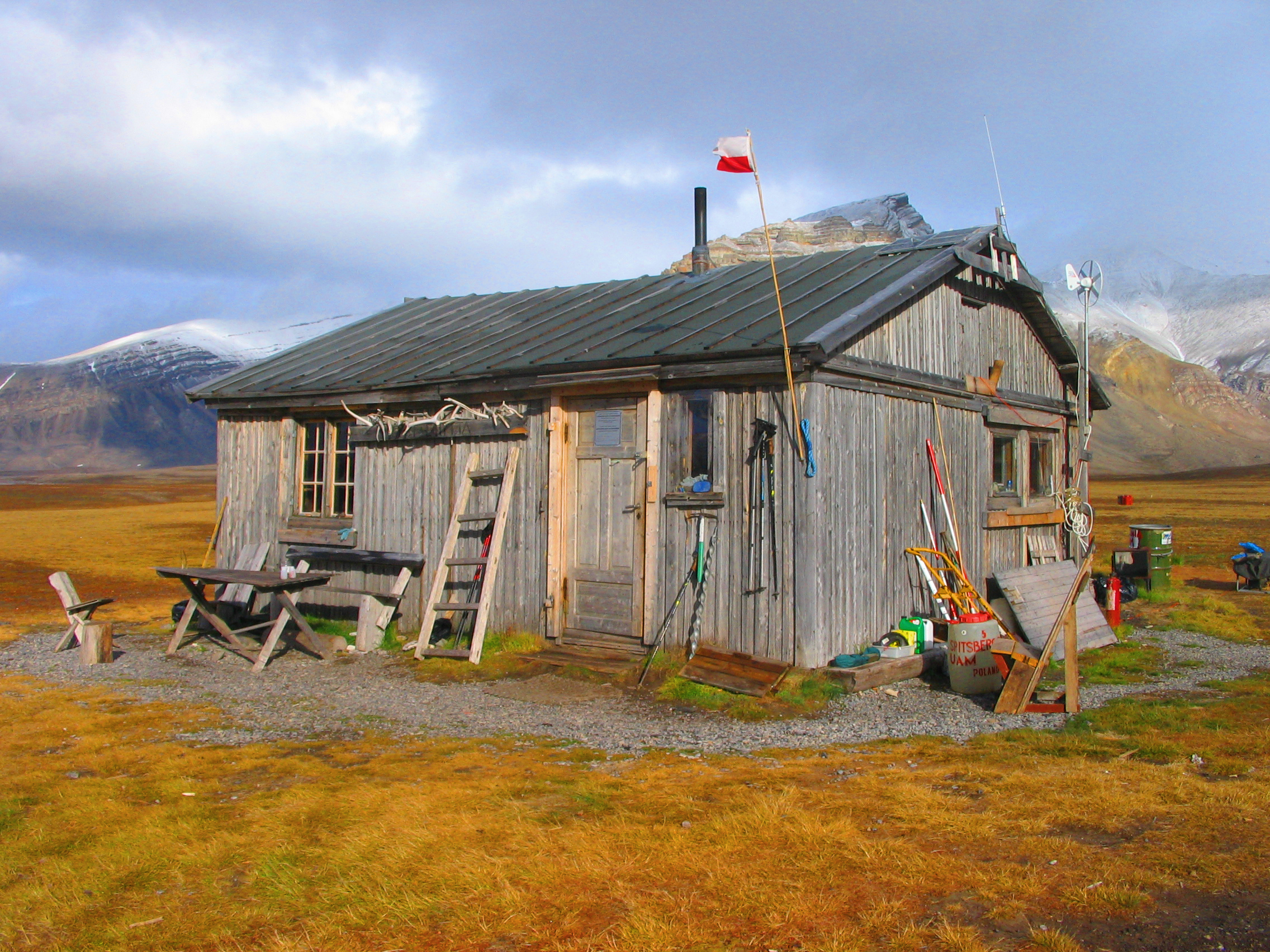
Skottehytta an der Petuniabukta

Dickson-Land ist ein Gebiet auf der zu Svalbard gehörenden Insel Spitzbergen im Nordpolarmeer. 

## Geografie
Dickson-Land liegt im nördlichen Teil der Insel Spitzbergen, zwischen dem Billefjord und dem Dicksonfjord – Seitenarmen des Isfjord. Gegen Osten schließen sich Bünsow-Land und Olav-V-Land an, während im Nordwesten James-I-Land liegt. Die Grenzen von Dickson-Land verlaufen vom Dicksonfjord über Dicksondalen zum Vestfjord (einem Seitenarm des Wijdefjord) und vom Austfjord (dem längsten Arm des Wijdefjords) über den Mittag-Lefflerbreen zur Adolfbukta am Billefjord. Der südlichste Punkt Dickson-Lands ist Kap Thordsen. Hier steht das Svenskhuset, ein 1872 errichtetes Gebäude, das 1882/83 die schwedische Expedition im Rahmen des Ersten Internationalen Polarjahrs beherbergte.
Der Westen von Dickson-Land gehört zum Nordre-Isfjorden-Nationalpark, der Norden zum Indre Wijdefjorden-Nationalpark.

## Heutige und späteiszeitliche Vergletscherung
Die derzeitige Vergletscherung Dickson-Lands besteht aus Plateaugletschern mit Auslasszungen. Die Gletscherschneegrenze (ELA) verlief im Jahr 1976 in ca. 500 m Höhe. Ihre orographischen Variationen sind abhängig von der Windexposition. Dickson-Land befand sich während des späteiszeitlichen Gletschervorstoßes im Randbereich zweier lokaler Vereisungszentren. Eine übergeordnete Inlandvereisung Westspitzbergens kann für diesen Zeitraum ausgeschlossen werden. 
Über die Ausbildung eines Kerbtalsystems durch subglaziale Schmelzwassererosion ist der Höhepunkt der späteiszeitlichen Vereisung auf die Zeit vor etwa 17.500 (±2000–1375) Jahren zu datieren. Hier ist eine Korrelation nacheiszeitlicher Gletscherenden mit Radiokarbon-datierten (C14) Meeresterrassen möglich. Unter Berücksichtigung der isostatischen Landhebung wurde für ein nacheiszeitliches Stadium vor etwa 10.400 Jahren eine klimatische Gletscherschneegrenze in ca. 270 m Höhe ermittelt. Eine Gletscherstagnation vor etwa 9650 Jahren fällt mit einer Schneegrenzhöhe von ca. 320 m zusammen. Die historische Gletscherschwankung um das Jahr 1890 erfolgte bei einer Gletscherschneegrenze in etwa 420 m Höhe, was einer Schneegrenzabsenkung von ca. 60 Höhenmetern gegenüber 1976 entspricht. Auf die Warmzeit vor 7000 bis 2000 Jahren ist die Entstehung der noch heute erhaltenen starken periglazialen Oberflächenformen mit Frostmusterböden zurückzuführen. Ursächlich hierfür war die große Frostwechselmächtigkeit des Bodens infolge des tiefgründig aufgetauten Permafrostes. Derartige Frostmusterböden werden mit zunehmender Meereshöhe wegen der abnehmenden Temperatur immer kleiner, weil die Sortierungstiefe im Frostschutt geringer wird.

## Tourismus
In Dickson-Land liegt die heute verlassene russische Bergbausiedlung Pyramiden, die ein beliebtes Ausflugsziel ist, da sie so hinterlassen wurde, als ob die Bewohner jederzeit zurückkehren würden. Die Siedlung kann im Sommer per Schiff und im Winter mit Motorschlitten von Longyearbyen aus erreicht werden. Touristen dürfen in Dickson-Land allerdings keine Motorschlitten fahren, da es nicht mehr in der sogenannten Management Area 10 liegt. Es gibt jedoch Unterkünfte zwischen Pyramiden und der Grenze der Management Area 10, die von Touristen benützt werden können. 

## Etymologie
Dickson-Land bekam seinen Namen zu Ehren von Oscar Dickson, einem schwedischen Geschäftsmann, der insbesondere die Arktis-Expeditionen von Adolf Erik Nordenskjöld mit namhaften Beträgen unterstützte. 